# Grand-Guignol
Pour les articles homonymes, voir Grand Guignol.
Le théâtre du Grand Guignol, plus couramment appelé Grand-Guignol, est une ancienne salle de spectacles parisienne qui était située 7, cité Chaptal, dans le 9e arrondissement, active de 1896 à 1963.
Spécialisée dans les pièces mettant en scène des histoires macabres et sanguinolentes, elle a par extension donné son nom au genre théâtral, le grand guignol, et à l'adjectif grand-guignolesque. Le terme est devenu avec le temps péjoratif et désigne désormais, de manière plus générale, des œuvres abusant de la violence ou d'effets grandiloquents.

## Histoire

### Fondation
La petite salle de 280 places est inaugurée le 16 mai 1896 sous le nom de Théâtre-Salon, au fond de l'impasse Chaptal (dont la véritable dénomination est « Cité Chaptal »), dans une ancienne chapelle de couvent qui avait servi d'atelier d'artiste au peintre Georges-Antoine Rochegrosse.
Oscar Méténier, ancien homme à tout faire d'un commissaire de police, auteur de pièces refusées, familier de Guy de Maupassant et surtout formé par André Antoine au théâtre naturaliste, en prend la direction l'année suivante avec l'idée d'en faire une salle spécialisée, alternant courts drames horrifiques et saynètes comiques. Le Grand Guignol ouvre officiellement le 13 avril 1897.
Dans cette salle tout en largeur, donc au cœur du spectacle, avec des fauteuils verts et des loges et baignoires « grillées », un public très varié du quartier et des beaux quartiers vient s'encanailler et frémir de plaisir. Mais la censure veille et interdit, dès les débuts, plusieurs pièces dont Lui ! d'Oscar Méténier qui met en scène, pour la première fois au théâtre, le huis clos entre une prostituée et son assassin. Il s'adjoint également le concours d'auteurs tels que Jean Lorrain, Fabrice Delphi et Georges Courteline.

### Sous Maurey

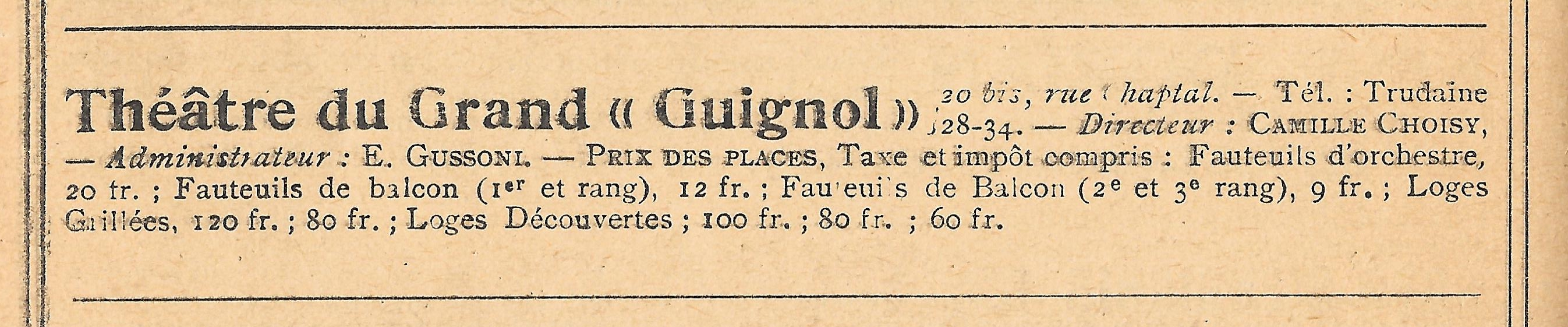
Prix des places et administration en 1925.

Le changement de siècle et ses angoisses naissantes vont faire le succès du deuxième directeur, Max Maurey, auteur lui aussi, qui reprend les rênes en 1899 et va privilégier la mise en scène au texte en commençant à utiliser des effets spéciaux. Il se constitue également un répertoire spécialisé (notamment sur les déséquilibres mentaux, y compris chez les soignants) en faisant appel à de nouveaux auteurs comme le prolifique André de Lorde (surnommé le « Prince de l'épouvante », il compte plus de 70 œuvres à son actif), José de Bérys, Henri-René Lenormand, Élie de Bassant, René Berton, Charles Foleÿ, Maurice Level (auteur du célèbre drame classique emblématique du genre, à base de vitriol, Le Baiser dans la nuit, 1912, repris et rejoué dans le monde entier depuis 1996) et même le célèbre psychologue Alfred Binet. Le succès est immense. Certaines pièces comme Le Système du docteur Goudron et du professeur Plume (1903) d'après Edgar Allan Poe deviennent des classiques.
En 1916, Maurey qui vient de reprendre le théâtre des Variétés confie la direction artistique à Camille Choisy, comédien et ancien directeur du théâtre Fontaine. Celui-ci, tout en laissant la part belle à de Lorde, s'ouvre à de nouveaux auteurs comme Charles Méré, André-Paul Antoine et Jean Sartène pour l'horreur, et Albert Willemetz ou Henri Duvernois pour le rire. Bien que les profits soient au rendez-vous, il se brouille avec l'administrateur, Jack Jouvin, en 1927 et part fonder sa propre salle, le théâtre Saint-Georges. Jouvin ne démérite pas mais les recettes commencent à fléchir au début des années 1930. Avec l'apparition du cinéma parlant et surtout des films de genre américains comme Frankenstein et Docteur X, la concurrence devient en effet rude. Il passe la main en 1936 tout en restant propriétaire des murs. Jacques Bary et  Clara Bizou succèdent à Jack Jouvin, puis  l'actrice britannique Eva Berkson en 1939. Les directeurs se suivent alors, pour la plupart auteurs ou acteurs s'étant produit sur cette scène, améliorant les effets et variant les angoisses. Des vedettes voient le jour comme Paula Maxa et René Chimier.

### 1945–1963
Le Grand Guignol franchit tant bien que mal la période de l'Occupation, marquée par la mort de Lorde en 1942 puis de Choisy (entre-temps revenu aux commandes) en 1944. Eva Berkson, qui s'était déjà essayée à la direction en 1939, est de retour en 1945 avec le souhait de rajeunir le répertoire. Elle monte ainsi Pas d'orchidées pour miss Blandish d'après James Hadley Chase en 1949. Mais le public ne suit pas et la famille Maurey est de retour en 1951 sous les traits de Denis et Marcel, fils de Max. Ils font appel à de nouveaux auteurs comme Frédéric Dard, et à de jeunes metteurs en scène dont Georges Vitaly, Michel de Ré et Robert Hossein, qui monte successivement Les salauds vont en enfer avec Roger Hanin, Docteur Jekyll et Mister Hyde avec André Toscano et Judith Magre, et La Chair de l'orchidée avec Roger Hanin, Pierre Vaneck et Cécile Aubry (tous de ou adaptés par Frédéric Dard). Malgré la veine prolifique d'André-Paul Antoine et Eddy Ghilain, une nouvelle succession de directions à partir de 1955 aboutit à une fermeture définitive le 5 janvier 1963.
Marcel Lupovici prend possession des lieux quelques mois plus tard et, après d'importants travaux de rénovation, ouvre le théâtre 347 (du nombre de places désormais disponibles). Il y monte des auteurs tels que William Shakespeare, Federico García Lorca, Tennessee Williams, et surtout Michel de Ghelderode. En 1982, l’État se porte acquéreur de la salle qu'il attribue à l'École nationale supérieure des arts et techniques du théâtre (ENSATT) pour ses travaux pratiques, jusqu'à son déménagement à Lyon en 1996.
Depuis 2004, elle est le siège de l’International Visual Theatre (IVT) dirigé par Emmanuelle Laborit.

## Galerie

Affiches de spectacles du Grand Guignol
Adrien Barrère, Les Trois Masques (1920).
Adrien Barrère, Gott mit uns (1928).
Adrien Barrère, L'Homme qui a tué la mort (1928).

Reportage photographique par l'agence Meurisse en 1937
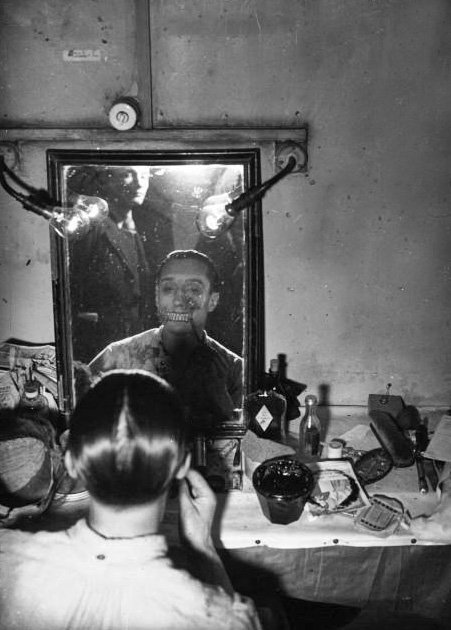
Maquillage des acteurs.
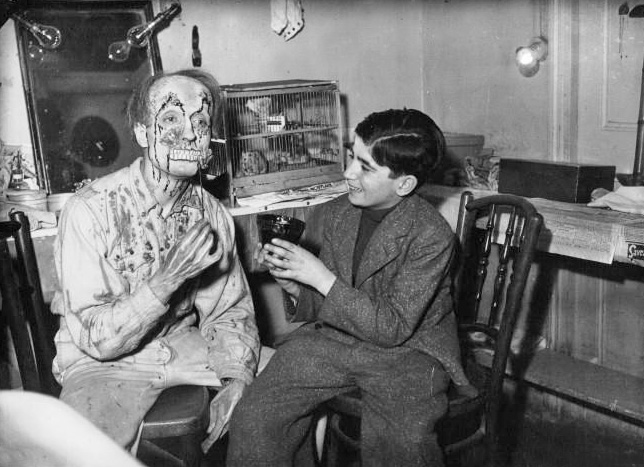
Maquillage des acteurs.
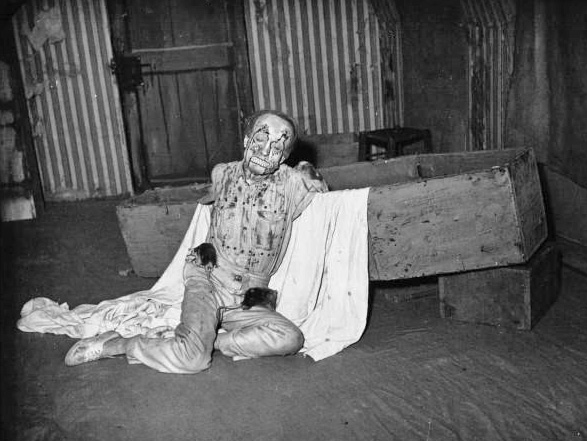
Une scène.
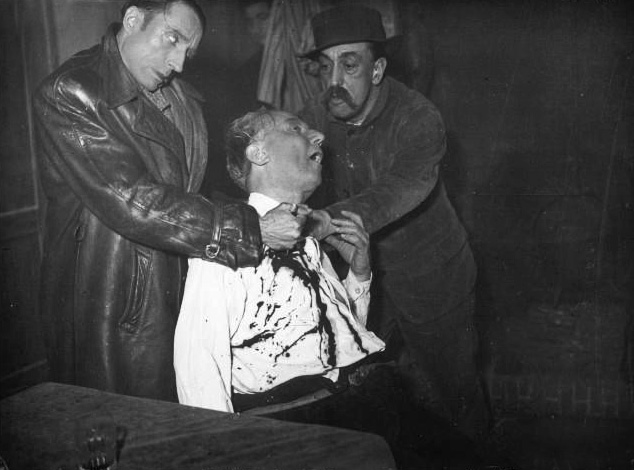
Une scène.

## Postérité
En 1921, Georges-Anquetil lance son mensuel satirique Le Grand Guignol qui parut jusqu'en 1927. Dans les années 1970, Christian Fechner et James Hodges rendent hommage au Grand Guignol dans leur spectacle Le Grand Guignol revient, présenté au Théâtre de l'Européen.
La bande dessinée Le Rendez-vous de Sevenoaks, publiée en 1977, œuvre du scénariste François Rivière et du dessinateur Floc'h, est un hommage discret et malicieux, mais sans équivoque au Grand Guignol, transposé dans l'Angleterre d'après-guerre. Le personnage de Basil Sedbuk, « prince du théâtre de la folie et de la mort », transpose la figure d'André de Lorde, prolifique auteur de pièces sanglantes et débridées pour le théâtre de la rue Chaptal.
La dessinatrice de mangas Kaori Yuki a publié The Royal Doll Orchestra en cinq volumes, de 2008 à 2010 pour le magazine Hana to yume (Éditions Hakusensha, traduits en français à partir de 2010).
Au cinéma, sort le 7 septembre 2018 un film de Frank Ribière intitulé La Femme la plus assassinée du monde. Centré sur le personnage de Paula Maxa, interprété par Anna Mouglalis, il retrace l'histoire du Grand Guignol à cette période de son existence.
Sang de bœuf (Bouchers et acteurs), premier roman de l'écrivain français Cyril Camus, paru en novembre 2019 aux éditions Les Presses Littéraires, met en scène la troupe du Théâtre du Grand Guignol en février 1922, pendant le week-end de l'exécution de Landru. Paula Maxa, André de Lorde, Camille Choisy, Paul Ratineau, Georges Paulais, Camillo Antona-Traversi sont autant de personnages dépeints plus ou moins comme ils le sont dans les livres documentaires sur le Grand Guignol, notamment ceux d'Agnès Pierron, mais qui doivent faire face à une menace semblant sortie tout droit de leurs pièces, dans un roman oscillant entre une atmosphère de roman historique naturaliste, de roman gothique et de giallo.
Un groupe germano-luxembourgeois nommé Le Grand Guignol est formé en 2006 en hommage à la salle de spectacle.